# Дания на «Евровидении-2014»
Дания принимает участие в конкурсе песни «Евровидение 2014» в качестве страны-хозяйки конкурса, благодаря победе певицы Эммили де Форест на конкурсе песни «Евровидение 2013». Представитель был выбран путём национального отбора, состоящего из двух полуфиналов и финала конкурса «Dansk Melodi Grand Prix 2014», организованным датским национальным вещателем «DR».

## Dansk Melodi Grand Prix 2014
Dansk Melodi Grand Prix 2014 стал 43-м выпуском музыкального конкурса, который выбирал представителя от Дании на «Евровидение 2014». Формат остался таким же, как в последние годы. Выбор жюри выбрал шесть песен в открытом конкурсе среди потенциальных песен, представленных 7 октября 2013 года. Кроме того, участники были приглашены на основе редакционных соображений. В общей сложности, девять-десять песен приняли участие в конкурсе. Победившая песня была выбрана путём сочетания SMS голосов от зрителей и голосов от профессионального жюри. В октябре 2013 года «DR» объявил, что получил в общей сложности 872 рекордных заявок которые были представлены для конкурса. Это отмечает рост на 180 заявок по сравнению с предыдущим годом. Десять песен, которые приняли участие в конкурсе были выявлены 28 января 2014 года.

### Финал
Dansk Melodi Grand Prix 2014 состоялся 8 марта 2014 года на арене «Arena Fyn» в Оденсе, которая имеет аудиторию емкостью до 5.000 человек. Конкурс проводили Луиза Вольф и Яков Риисинг. В дополнение композиторы победившей песни выиграли денежный приз в размере, 100.000 датских крон от ассоциации «KODA».
Победившая песня была выбрана в ходе двух раундов голосования. В первом туре, сочетание голосования телезрителей и профессионального жюри выбрало три лучших песни, чтобы перейти к суперфиналу. Во втором туре, зрители и профессиональное жюри голосовали снова, однако, каждый член жюри будет выдавал от 1, 2, и  до 3 баллов к каждой песни, 3 балла присуждается к песне которой член жюри предпочёл больше всего. Пять членов жюри выдало в общей сложности 30 очков. В SMS-голосовании также присуждались 30 баллов, с каждой песней, получающего долю этих 30 баллов основываясь на проценте от общего числа голосов которие они заработали. Например, если песня получила 50% голосов телезрителей, ей выдадут 15 баллов. В обоих турах голосования, SMS голосование телезрителей приходилось 50% от результатов, в то время как на голоса жюри будет приходиться оставшихся 50%.
Профессиональное жюри будет состоять из следующих членов:
- Йорген де Милиус, журналист; является комментатором от Дании на Евровидение
- Камиль Джонс, певица, автор песен и продюсер
- Сос Фенгер, певец и автор песен
- Ларс Педерсен, более известный как Chief1; ди-джей и музыкальный продюсер
- Мич Хедин Хансен, более известный как Cutfather; автор песен и музыкальный продюсер

Песня «Your Lies» в исполнении Ребекки Тхорнбеч, «Cliché Love Song» в исполнении Басима и «Wanna Be Loved» в исполнении Майкла Руна совместно с Наташой Бесседз вышли в суперфинал. В Суперфинале, «Cliché Love Song» в исполнении Басима была выбрана в качестве победителя.
| №  | Исполнитель                        | Песня                  | Автор(ы) песни                                                                                             | Результат     |
| -- | ---------------------------------- | ---------------------- | --- | ------------- |
| 1  | Bryan Rice                         | «I Choose U»           | Lars Halvor Jensen, Johannes Jørgensen, Shanna Crooks                                                      | Выбыл         |
| 2  | Rebekka Thornbech                  | «Your Lies»            | Danne Attlerud, Gustav Eurén, Niclas Arn                                                                   | СуперФиналист |
| 3  | SONNY                              | «Feeling the You»      | Sonny Fredie Pedersen, Frederik Tao Nordsøe Schjoldan, Thomas Lumpkins                                     | Выбыл         |
| 4  | Danni Elmo                         | «She's the One»        | Engelina, Alexander Brown, Søren Vestergaard, Marcus Linnet                                                | Выбыла        |
| 5  | Emilie Moldow                      | «Vi finder hjem»       | Engelina, Ole Brodersen, Kasper Larsen, Basim                                                              | Выбыла        |
| 6  | GlamboyP                           | «Right By Your Side»   | Mathias Kallenberger, Andreas Berlin, Jasmine Anderson                                                     | Выбыл         |
| 7  | Nadia Malm                         | «Before You Forget Me» | Nadia Malm                                                                                                 | Выбыла        |
| 8  | Басим                              | «Cliché Love Song»     | Lasse Lindorff, Kim Nowak-Zorde, Daniel Fält, Basim                                                        | Суперфиналист |
| 9  | Anna David                         | «It Hurts»             | Anna David, Lasse Lindorff, Kim Nowak-Zorde, Jeremy Huffleman, Marli Harwood, Michael Harwood, Nick Keynes | Выбыла        |
| 10 | Michael Rune feat. Natascha Bessez | «Wanna Be Loved»       | Lars Halvor Jensen, Martin Larsson, Luke Madden, Lemare Obika                                              | Суперфиналист |

### Суперфинал
| №  | Исполнитель                        | Песня              | С. Фенгер | Chief1 | К. Джонс | Й. де Милиус | Cutfather | SMS | Всего | Место |
| -- | ---------------------------------- | ------------------ | --------- | ------ | -------- | ------------ | --------- | --- | ----- | ----- |
| 2  | Rebekka Thornbech                  | «Your Lies»        | 2         | 2      | 2        | 1            | 1         | 7   | 15    | 2     |
| 8  | Басим                              | «Cliché Love Song» | 3         | 3      | 3        | 3            | 3         | 15  | 30    | 1     |
| 10 | Michael Rune feat. Natascha Bessez | «Wanna Be Loved»   | 1         | 1      | 1        | 2            | 2         | 8   | 15    | 2     |

## На Евровидении
Как победитель конкурса песни «Евровидение 2013», Дания автоматически получила право на место в финале, который состоялся 10 мая 2014 года. В дополнении Дании был передан шанс голосовать в первом полуфинале, который прошёл 6 мая 2014 года.